# Yvonne Vermaak
| Posities op de WTA-ranglijst Positie per einde seizoen: \| jaar \| rang enkelspel \| rang dubbelspel \| \| ---- \| -------------- \| --------------- \| \| 1975 \| [2] 94 \| – \| \| 1976 \| [3] 72 \| – \| \| 1977 \| [4] 29 \| – \| \| 1978 \| [5] 27 \| – \| \| 1979 \| [6] 51 \| – \| \| 1980 \| [7] 30 \| – \| \| 1981 \| [8] 51 \| – \| \| 1982 \| [9] 23 \| – \| \| 1983 \| 36 \| – \| \| 1984 \| 41 \| [10] 52 \| \| 1985 \| 118 \| [11] 92 \| \| 1986 \| 104 \| 79 \| \| 1987 \| 201 \| 338 \| \| 1988 \| 284 \| – \| \| 1989 \| 411 \| 538 \| \| 1990 \| 787 \| – \| |                |                 |
| jaar | rang enkelspel | rang dubbelspel |
| 1975 | 94             | –               |
| 1976 | 72             | –               |
| 1977 | 29             | –               |
| 1978 | 27             | –               |
| 1979 | 51             | –               |
| 1980 | 30             | –               |
| 1981 | 51             | –               |
| 1982 | 23             | –               |
| 1983 | 36             | –               |
| 1984 | 41             | 52              |
| 1985 | 118            | 92              |
| 1986 | 104            | 79              |
| 1987 | 201            | 338             |
| 1988 | 284            | –               |
| 1989 | 411            | 538             |
| 1990 | 787            | –               |

Yvonne Vermaak (Port Elizabeth, 18 december 1956) is een voormalig tennisspeelster uit Zuid-Afrika. Vermaak speelt rechtshandig. Zij was actief in het internationale tennis van 1974 tot en met 1990.

## Loopbaan

### Enkelspel
Vermaak debuteerde in november 1974 op het WTA-toernooi van Johannesburg. Enkele weken later bereikte zij op de Orange Free State Championships in Bloemfontein de halve finale. In december 1974/januari 1975 bereikte zij op de Eastern Province Championships in haar geboorteplaats Port Elizabeth nogmaals de halve finale. In de zomer van 1975 had zij haar grandslamdebuut op Wimbledon 1975. Zij stond in 1977 voor het eerst in een WTA-finale, op het toernooi van Beckenham – hier veroverde zij haar eerste titel, door de Britse Michelle Tyler te verslaan. Later die maand, nadat zij op Wimbledon in de derde ronde was gestrand, nam zij aansluitend deel aan de Wimbledon Ladies' Plate – zij bereikte de finale, en won die van de Britse Sue Mappin. In totaal won zij vijf WTA-titels, de laatste in 1984 in Salt Lake City.
Haar beste resultaat op de grandslamtoernooien is het bereiken van de halve finale, op Wimbledon 1983, door Virginia Wade in de kwartfinale te verslaan – zij verloor daarna van de als eerste geplaatste Martina Navrátilová. Haar hoogste notering op de WTA-ranglijst is de 20e plaats, die zij bereikte in maart 1983, kort na het winnen van het WTA-toernooi van Palm Springs.

### Dubbelspel
Vermaak was in het dubbelspel minder actief dan in het enkelspel. Zij debuteerde in 1975 op het Pernod Lee-on-Solent Tournament in Lee-on-Solent (Engeland), waar zij samen met landgenote R. de Villiers de finale bereikte. In 1976 had zij haar grandslamdebuut op Wimbledon, met de Nieuw-Zeelandse Judy Connor aan haar zijde. Later dat jaar stond zij voor het eerst in een WTA-finale, op het toernooi van Johannesburg, samen met landgenote Elizabeth Vlotman – zij verloren van het Amerikaanse koppel Laura duPont en Valerie Ziegenfuss. In 1979 veroverde Vermaak haar eerste WTA-titel, op het toernooi van Columbus, samen met de Amerikaanse Bunny Bruning, door het koppel Marjorie Blackwood en Kym Ruddell te verslaan. In totaal won zij vijf WTA-titels, de laatste in 1984 in Miami, samen met de Braziliaanse Patricia Medrado.
Haar beste resultaat op de grandslamtoernooien is het bereiken van de halve finale, op Roland Garros 1982, samen met de Amerikaanse Kathleen Horvath. Haar hoogste notering op de WTA-ranglijst is de 65e plaats, die zij bereikte in maart 1987.

#### Gemengd dubbelspel
Haar beste resultaat in deze discipline is het bereiken van de derde ronde op Wimbledon 1982, waar zij samen met landgenoot Schalk van der Merwe twee partijen won.

### Na de actieve carrière
- Bron: [20]

In de periode 1987–1998 woonde Vermaak in Chicago, waar zij tennislerares was aan de Mid-Town Tennis Club. In 1999 ging zij terug naar Zuid-Afrika. In 2000 speelde zij samen met landgenote Rosalyn Fairbank-Nideffer op het dubbelspeltoernooi voor 35+ op Wimbledon – zij bereikten de finale, die zij wonnen van Virginia Wade en Gretchen Rush-Magers. In 2010 werd Vermaak benoemd als hoofd van de Pearson High School Tennis Academy in Port Elizabeth.

## Palmares

### WTA-finaleplaatsen enkelspel
| nr.              | finale     | toernooi           | ondergrond    | tegenstandster      | score         |        |
| ---------------- | ---------- | ------------------ | ------------- | ------------------- | ------------- | ------ |
| gewonnen finales |            |                    |               |                     |               |        |
| 1.               | 1977-06-04 | WTA Beckenham      | gras          | Michelle Tyler      | 6-4, 5-7, 6-1 | [ 21 ] |
| 2.               | 1981-03-08 | WTA Las Vegas      | hardcourt (i) | Iva Budařová        | 6-2, 6-3      | [ 22 ] |
| 3.               | 1983-03-06 | WTA Palm Springs   | hardcourt     | Carling Bassett     | 6-3, 7-5      | [ 23 ] |
| 4.               | 1983-09-19 | WTA Salt Lake City | hardcourt     | Felicia Raschiatore | 6-2, 0-6, 7-5 | [ 24 ] |
| 5.               | 1984-09-16 | WTA Salt Lake City | hardcourt     | Terry Holladay      | 6-1, 6-2      | [ 25 ] |
| verloren finales |            |                    |               |                     |               |        |
| 1.               | 1978-09-17 | WTA San Antonio    |               | Stacy Margolin      | 5-7, 1-6      | [ 26 ] |
| 2.               | 1982-01-10 | WTA Fort Myers     | hardcourt (i) | Lee Duk-hee         | 0-6, 3-6      | [ 27 ] |

### WTA-finaleplaatsen vrouwendubbelspel
| nr.              | finale     | toernooi           | ondergrond    | partner           | tegenstandsters                 | score         |        |
| ---------------- | ---------- | ------------------ | ------------- | ----------------- | ------------------------------- | ------------- | ------ |
| gewonnen finales |            |                    |               |                   |                                 |               |        |
| 1.               | 1979-02-18 | WTA Columbus       | hardcourt (i) | Bunny Bruning     | Marjorie Blackwood Kym Ruddell  | 7-6, 6-4      | [ 28 ] |
| 2.               | 1982-05-09 | WTA Perugia        | gravel        | Kathleen Horvath  | Billie Jean King Ilana Kloss    | 2-6, 6-4, 7-6 | [ 29 ] |
| 3.               | 1983-09-19 | WTA Salt Lake City | hardcourt     | Cláudia Monteiro  | Amanda Brown Brenda Remilton    | 6-1, 3-6, 6-4 | [ 24 ] |
| 4.               | 1984-02-05 | WTA Indianapolis   | tapijt (i)    | Cláudia Monteiro  | Beverly Mould Elizabeth Sayers  | 6-7, 6-4, 7-5 | [ 30 ] |
| 5.               | 1984-04-09 | WTA Miami          | gravel        | Patricia Medrado  | Betsy Nagelsen Janet Wright     | 6-3, 6-3      | [ 31 ] |
| verloren finales |            |                    |               |                   |                                 |               |        |
| 1.               | 1976-11-29 | WTA Johannesburg   | hardcourt     | Elizabeth Vlotman | Laura duPont Valerie Ziegenfuss | 1-6, 4-6      | [ 32 ] |
| 2.               | 1978-06-18 | WTA Chichester     | gras          | Michelle Tyler    | Janet Newberry Pam Shriver      | 6-3, 3-6, 4-6 | [ 33 ] |
| 3.               | 1981-03-01 | WTA Greenville     | hardcourt (i) | Elizabeth Little  | Diane Desfor Jane Stratton      | 3-6, 2-6      | [ 34 ] |
| 4.               | 1981-07-19 | WTA Kitzbühel      | gravel        | Elizabeth Little  | Claudia Kohde-Kilsch Eva Pfaff  | 4-6, 3-6      | [ 35 ] |
| 5.               | 1981-11-30 | WTA Johannesburg   | hardcourt     | Ilana Kloss       | Beverly Mould Rene Uys          | 4-6, 6-1, 3-6 | [ 36 ] |
| 6.               | 1982-11-06 | WTA Hongkong       | gravel        | Jennifer Mundel   | Laura duPont Alycia Moulton     | 2-6, 6-4, 5-7 | [ 37 ] |

## Resultaten grandslamtoernooien
| Legenda | Legenda                          |
| ------- | -------------------------------- |
| g.t.    | geen toernooi gehouden           |
| l.c.    | lagere categorie                 |
| –       | niet deelgenomen                 |
| G       | uitgeschakeld in de groepsfase   |
| 1R      | uitgeschakeld in de eerste ronde |
| 2R      | uitgeschakeld in de tweede ronde |
| 3R      | uitgeschakeld in de derde ronde  |
| 4R      | uitgeschakeld in de vierde ronde |
| KF      | uitgeschakeld in de kwartfinale  |
| HF      | uitgeschakeld in de halve finale |
| F       | de finale verloren               |
| W       | het toernooi gewonnen            |
| w-v     | winst/verlies-balans             |

### Enkelspel
| toernooi        | 1975 | 1976 | 1977 | 1977 | 1978 | 1979 | 1980 | 1981 | 1982 | 1983 | 1984 | 1985 | 1986 |
| --------------- | ---- | ---- | ---- | ---- | ---- | ---- | ---- | ---- | ---- | ---- | ---- | ---- | ---- |
| Australian Open | –    | –    | –    | –    | –    | –    | –    | –    | 1R   | 1R   | 1R   | –    | g.t. |
| Roland Garros   | –    | 1R   | 3R   | 3R   | –    | 1R   | 1R   | 3R   | 4R   | 1R   | 2R   | –    | 1R   |
| Wimbledon       | 1R   | 1R   | 3R   | 3R   | 3R   | 1R   | 1R   | 2R   | 3R   | HF   | 3R   | 2R   | 1R   |
| US Open         | –    | –    | 1R   | 1R   | 2R   | 2R   | –    | 2R   | 2R   | 2R   | 3R   | 1R   | 1R   |

### Vrouwendubbelspel
| toernooi        | 1976 | 1977 | 1977 | 1978 | 1979 | 1980 | 1981 | 1982 | 1983 | 1984 | 1985 | 1986 |
| --------------- | ---- | ---- | ---- | ---- | ---- | ---- | ---- | ---- | ---- | ---- | ---- | ---- |
| Australian Open | –    | –    | –    | –    | –    | –    | –    | 2R   | 2R   | 2R   | –    | g.t. |
| Roland Garros   | –    | 1R   | 1R   | –    | 2R   | 2R   | –    | HF   | 3R   | 1R   | –    | 2R   |
| Wimbledon       | 2R   | 1R   | 1R   | 1R   | 1R   | 2R   | 1R   | 3R   | 1R   | 2R   | 3R   | 3R   |
| US Open         | –    | 2R   | 2R   | 2R   | 3R   | –    | KF   | 2R   | 1R   | 1R   | 1R   | 1R   |

### Gemengd dubbelspel
| toernooi        | 1977 | 1977 |      | 1980 | 1981 | 1982 | 1983 | 1984 | 1985 |
| --------------- | ---- | ---- | ---- | ---- | ---- | ---- | ---- | ---- | ---- |
| Australian Open | g.   | t.   | g.t. | g.t. | g.t. | g.t. | g.t. | g.t. |      |
| Roland Garros   | 2R   | 2R   | –    | –    | –    | –    | 1R   | –    |      |
| Wimbledon       | –    | –    | 1R   | 1R   | 3R   | –    | 1R   | 2R   |      |
| US Open         | 1R   | 1R   | –    | –    | 1R   | 1R   | 3R   | –    |      |